# Estádio Regional Willie Davids
O Estádio Regional Willie Davids é um estádio de futebol localizado no município brasileiro de Maringá, no estado do Paraná. Faz parte do Complexo Esportivo Jaime Canet Júnior, também chamado de Vila Olímpica, que além do estádio, conta com o Ginásio de Esportes Chico Neto, o Ginásio Valdir Pinheiro, um parque aquático e um velódromo.

## História
O estádio foi oficializado em 30 de março de 1953 pela primeira diretora do Melhoramentos Futebol Clube, em reunião realizada por funcionários da Companhia de Melhoramentos do Norte do Paraná em um prédio na Avenida Prudente de Moraes. A construção do estádio foi iniciada logo após a posse de sua diretoria e com a participação de 76 membros que contribuíram com Cr$ 1.000,00 cada um. Assim desbravaram a mata, plantaram a grama no campo, fizeram três vestiários, casa para o zelador, cabine de rádio e cercas internas e externas de madeira.
No dia 12 de maio de 1957 o estádio foi inaugurado, num jogo amistoso entre o Melhoramentos F.C. e o Londrina de Futebol e Regatas (clube que anos depois originou o Londrina Esporte Clube), cujo placar foi um empate em 2x2. O então prefeito da cidade, Américo Dias Ferraz, deu o pontapé inicial do jogo.
A partir de 1961, a posse do estádio foi transferido para o patrimônio municipal, sendo administrado, desde então, pela prefeitura local.
O recorde de público aconteceu numa partida entre o Grêmio Maringá e o Apucarana Atlético Clube, em 3 de março de 1996, pelo Campeonato Paranaense de Futebol de 1996, quando 34.118 pessoas foram ao estádio. Atualmente, sua capacidade é de 21.600 torcedores.
O Willie Davids já recebeu importantes partidas e selecionados nacionais, como o jogo do Grêmio Maringá com o Santos Futebol Clube de Pelé. e a seleção soviética do célebre goleiro Lev Yashin, o "aranha negra". Em 2009, a Seleção Brasileira de Futebol Feminino fez um amistoso com o time local, ganhando por 11 a 0. Em 2000, a Seleção Brasileira de Futebol Sub-23, em jogo preparatória para a Olimpíada, fez um amistoso no estádio, ganhando da seleção pré-olímpica da  Costa Rica, por 4 a 1.

### Reformulação
Em 1973, iniciou-se uma ampliação e reformulação das linhas arquitetônicas do estadio. Este projeto contou com a ajuda do arquiteto Jaime Lerner, mas nem todas as suas idéias foram efetivadas. As obras consumiram três anos e em 1976 ocorreu a reinauguração. O primeiro jogo da reinauguração foi entre o Grêmio Maringá e o Coritiba Foot Ball Club, terminando em 1 a 0 para o time local. Este duelo contou com a presença de 32.600 torcedores, recorde até então. Esta marca só foi ultrapassada no campeonato paranaense de 1996.
Porém, a prefeitura oficialização (com placa comemorativa) a reinauguração como sendo um amistoso do Grêmio Maringá com o Botafogo Futebol e Regatas ocorrido em 12 de outubro de 1976. Nesta data o clube carioca ganhou de 2 a 1 do Grêmio.

### Homenagem
O nome do estádio é uma homenagem ao engenheiro e político Willie da Fonseca Brabazon Davids.